# 願照寺 (直方市)
願照寺（がんしょうじ）は、福岡県直方市にある浄土真宗本願寺派の寺院。山号は光寿山。本尊は阿弥陀如来。

## 歴史
寛延3年（1750年）創建。「筑前国続風土記附録」巻之26鞍手郡中植木村の項に
と記されている。

## 周辺
- 須賀神社

## 交通
- 鞍手駅
- 筑前植木駅